# Navigation
Navigation (latin: navigatio sejlads) er læren om at finde vej over havet (søfart) eller gennem jordens atmosfære (luftfart), det vil sige at fastslå hvor man (geografisk) befinder sig, og hvordan man kommer frem til sit bestemmelsessted (retning).
En person som (profession) udfører navigation eller har taget en navigationseksamen og er kvalificeret, kaldes en navigatør.

## Navigationsgrene
Der skelnes mellem forskellige grene indenfor navigation: Terrestrisk, astronomisk og radionavigation.
I den terrestriske navigation bruges observationer af punkter på jordens overflade til stedbestemmelse, mens der i astronomisk navigation bruges observationer af himmellegemer. 
Fra tidligere tid blev navigation foretaget med simple midler ved brug af sol, måne og stjerner og punkter på Jordens overflade ved anvendelse af blandt andet kompas og forskellige former for instrumenter til vinkelmåling, herunder Jakobsstaven og sekstanten.

### Radionavigation
Indenfor radionavigation bruges forskellige menneskeskabte radiosignaler til stedbestemmelsen.
Der er blevet anvendt radiofyr, hvor navigatøren anvendte forud producerede kort med indlagte kurver, hvor krydsreferencer fra fyrene kunne bestemme aktuelle position, eksempelvis det engelske Decca-system og det amerikanske Loran-system.
For nuværende, 2008, anvendes primært satellitbaserede navigationssystemer, blandt andet det amerikanske GPS-system og russiske Glonass-system.

## Sport
I sportsgrenen orienteringsløb anvendes kort og kompas til navigering, det vil sige at finde fastlagte poster.